# Moulin à vent provençal de Lambesc
 (juin 2023).
Si vous disposez d'ouvrages ou d'articles de référence ou si vous connaissez des sites web de qualité traitant du thème abordé ici, merci de compléter l'article en donnant les références utiles à sa vérifiabilité et en les liant à la section « Notes et références ».
 (juin 2023).

## Synthèse des sites de présentation en photos du Projet
L'Association CPL a fait appel, en décembre 2010, à la Fondation du Patrimoine en France - délégation Provence - page du Moulin de Bertoire, pour lancer une souscription populaire, à compter de janvier 2011.
Dès octobre 2012, les travaux de conception et construction des ailes, du mécanisme et du toit par une équipe de charpentier-compagnon du tour de France (cf. Les charpentiers de Reillanne - leur blog ou Les charpentiers de Reillanne - leur site Internet) ont démarré. Durant cette 1ʳᵉ phase, novembre 2012 - février 2013, le travail s'est déroulé en atelier ; la livraison des 1ᵉʳˢ éléments sur site a été réalisé dès Mars 2013, les derniers, début avril, sachant que le montage de ces éléments sur la tour du Moulin s'est effectué le 06 avril 2013, devant plus de 100 personnes.

## Les moulins à vent en Provence
Il y a bien longtemps que les hommes ont inventé des moyens pour exploiter les vents :
Le mécanisme de fonctionnement des moulins, tel que nous le connaissons aujourd’hui, fut développé par les Perses en Iran, avec les roues à aubes que le vent faisait tourner (VIIe siècle avant notre ère).
Les premiers moulins à vent apparaissent en Europe dans le courant du XIIe siècle avec le retour des Croisés (les templiers, en particulier), qui les ramèneront de leurs voyages en Orient, en Terre Sainte.
Le moulin à vent s’est généralisé d’abord sur les côtes maritimes, côté méditerranéen ou dans les pays du nord (Grande-Bretagne et Pays-Bas), puis sur la bordure atlantique et la mer Baltique.
La Provence fut ainsi la première région de France à avoir des moulins à vent, utilisés pour moudre le grain, compte tenu de la situation géographique favorable, près de la Méditerranée, avec du relief et des vents, dont le Mistral, qui offre une énergie puissante et renouvelable.[réf. nécessaire]
Vers le XIVe siècle, des améliorations sont apportées progressivement aux moulins à vent européens afin d’augmenter la portance aérodynamique et la vitesse du rotor.
La Carte de Cassini (XVIIIe siècle), première carte du territoire français, référence les moulins de Provence construits jusqu’au XVIIe siècle, période d’expansion du moulin à vent.
Dans les villages de Provence, le moulin à vent est essentiel dans la vie des habitants, autour duquel il y a une activité permanente ; le meunier est donc un des principaux personnages dans la commune, au sujet duquel des légendes, des chansons ou des dictions se rapportent.
Vers la fin des années 1700, les moulins à vent sont l’équivalent du moteur électrique de l’Europe préindustrielle. Ils fournissent environ 1 500 mégawatts, un niveau qui n’a été atteint par la suite que vers la fin des années 1980. Cette énergie éolienne est utilisée pour pomper l’eau et irriguer les terres, moudre le grain et scier le bois d’œuvre.
De la fin du XVIIIe siècle, aux années 1910-1930
- En 1888, Charles F. Brush, un scientifique américain (Cleveland), construit la première turbine éolienne, haute de 17 mètres et composée de 144 pales en cèdre, capable de produire 12 kilowatts d’électricité.
- En 1891, l’inventeur danois Poul La Cour découvre que des turbines à rotation rapide composées d’un nombre réduit de pales génèrent davantage d’électricité que des turbines plus lentes composées de nombreuses pales. Cette découverte lui permet de mettre au point les premières éoliennes conçues à partir des principes modernes d’aérodynamique.

Bien qu’il existe encore beaucoup de moulins à vent en France, le Danemark et les Pays-Bas (Hollande) sont en Europe les seuls pays qui ont fait survivre la culture de la technologie éolienne et ce n’est pas un hasard s’ils sont aujourd’hui les leaders dans le domaine de l’industrie éolienne.

## Histoire du Projet de la restauration du Moulin de bertoire à Lambesc
À Lambesc, sur le plateau de Bertoire, se dresse une « tour » donnant lieu à diverses dénominations : un donjon, un pigeonnier, ...
Or, il s’agit des vestiges d’un moulin à vent, qui de plus est un bien communal de Lambesc.
Le moulin de Bertoire est situé à 235 m d’altitude. Il est donc aussi haut que le beffroi du village qui se situe à 204 m.
Ce beffroi est nommé le Jacquemart à Lambesc, du fait de la famille de ces 4 personnages forgés installés tout en haut.
Ce moulin fait ainsi partie des monuments du patrimoine historique et culturel de l'ancienne capitale des comtes de Provence :

### Pourquoi restaurer un moulin à vent Provençal...
Du fait de la situation géographique de Lambesc, exposée au vent, des moulins à vent y ont été bâtis dans la tradition provençale, notamment au XVIIIe siècle, et ont fonctionné durant deux siècles.
À la Révolution française, Lambesc comptait sept moulins à eau intra-muros pour la fabrication de l’huile et trois moulins à vent pour la fabrication de la farine.
Le moulin à vent provençal de Bertoire à Lambesc est un moulin à vent datant de la fin XVIIIe siècle situé sur le plateau de Bertoire à Lambesc, dans le département des Bouches-du-Rhône et la région Provence-Alpes-Côte d'Azur.
Aujourd'hui, les vestiges de ce moulin, une belle tour en pierre, sont, depuis octobre 2009, au cœur d'un projet de restauration menée par l'Association "Conservation du Patrimoine de Lambesc", pour que la Tour redevienne un moulin à vent, produisant de la Farine.
Cette importance des moulins à eau et à vent dans la région, notamment pour l'huile d'olive et la Farine, a conduit l'association à reprendre des recherches historiques sur l'existence des moulins dans l'Histoire de notre petite ville.
Aujourd'hui, ce dernier moulin à vent de la commune, maintenu en l'état pour deux de ses éléments essentiels depuis sa construction, à vocation à redevenir un monument vivant, illustrant la transmission de savoirs historiques (les métiers anciens, les savoir-faire des tailleurs de pierre et de charpentiers) et techniques (calcul de la vitesse des vents sur un site venté, démonstration des principes de base du fonctionnement de la meunerie industrielle) aux jeunes générations, mais aussi permettant d'accroître l'attractivité touristique de Lambesc.

### Le moulin à vent de Bertoire

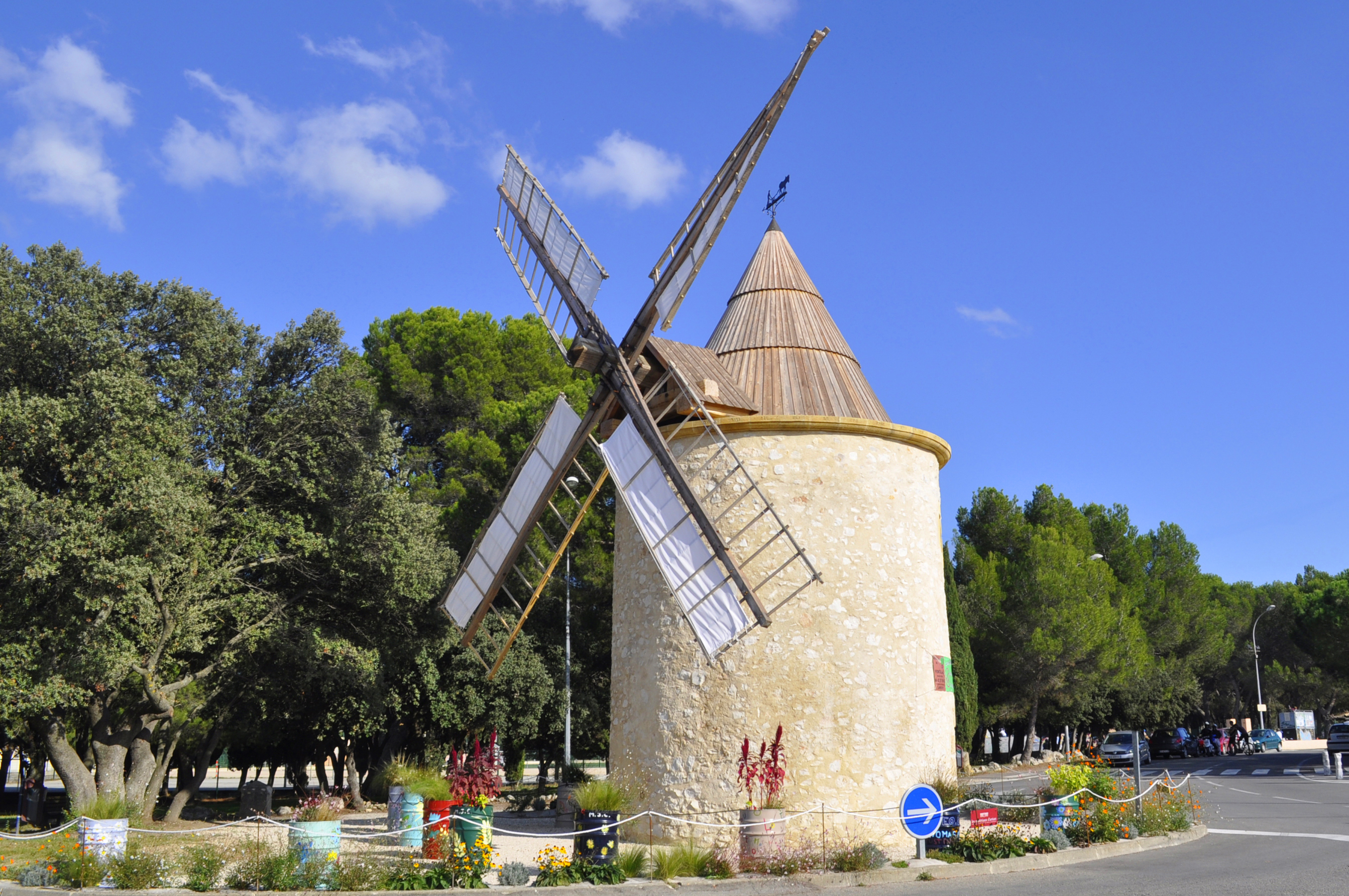
Le moulin de Bertoire

Aujourd’hui, le Moulin sur le plateau de Bertoire, est un des rares moulins conservés dans son état d’origine pour ce qui concerne la tour, la voûte en pierre du 1er étage sur lequel sont ses meules (dite « dormante » et « tournante »), et restaurées, en état de fonctionnement.
Les recherches généalogiques nous ont permis de découvrir que la famille Lèbre était le propriétaire ; il est indiqué dans les archives que Jean-Louis Martial Lebre (né le 25 octobre 1816) est meunier et propriétaire. Ensuite, le moulin est transmis à Louis Melchiade Lebre (fils de Jean-Louis), meunier (né le 10 décembre 1838 à Lambesc).
D’après les extraits de rôles des impôts, le moulin à vent de Bertoire a cessé de fonctionner en 1882, sans doute après avoir perdu ses ailes à la suite d'un évènement climatique important ou un accident de production ayant entraîné la destruction partielle du mécanisme.
En 1895 une représentation du moulin de Bertoire par Alphonse Tavernier peintre et poète de Saint-Cannat (1852 – 1933) montre que le moulin a perdu ses ailes.
Durant cette fin de XIXe siècle, et jusqu'au début des années 1920, il a perdu ses ailes, son toit, et son mécanisme de mouture. Les pierres de couronnement ont été dispersées, ainsi que celles entourant la fenêtre au-dessus de la porte. Il manque, par endroits, 1,50 m de maçonnerie de hauteur, sur une épaisseur de 1 m. Il n’a sans doute plus été entretenu.
Un testament olographe en date à Lambesc du 13 juillet 1927, suivi d'un codicille également olographe en date du 24 juillet 1929, laisse pour héritière principale Eugénie Philomène Octavie Froid, dame de compagnie de Louise Augustine Lèbre (née à Lambesc le 17 novembre 1865 et fille de Louis Melchiade).
Le 23 septembre 1944 meurt Eugénie Froid, sans héritier réservataire et sans dispositions testamentaires, elle laisse pour seul héritier son frère Émile Louis Abraham Froid. Le tout est constaté dans un acte notarié dressé par Me Gros notaire à Lambesc le 13 juin 1945.
Le 11 juin 1964 la SCI Bertoire achète la parcelle portant le moulin, à M. Froid. Le 25 novembre 1982 la commune devient propriétaire aux termes d’un acte d’échange avec la SCI Bertoire, sous le mandat du maire Gilbert Pauriol.
Pour conclure sur la grande Histoire et la petite histoire, on dénombre, dans les Bouches-du-Rhône, plusieurs moulins à vent du XVIIe siècle, qui ont conservé au moins leurs murs, et quelquefois leurs meules d’origine.
La particularité de ce moulin à vent de Bertoire à Lambesc est qu'il a conservé ses murs, ses meules d'origine installées, en état de tourner, sur le 1er étage vouté en pierre.
Aujourd'hui, après restauration, plusieurs moulins en région Provence-Alpes-Côte d'Azur dont ceux de Boulbon dans le massif des Alpilles, de Saint-Michel-l'Observatoire près du Verdon et de Montfuron dans les Alpes-de-Haute-Provence, de dans les Bouches du rhône,  sont aujourd’hui en état de moudre du blé, avec des meules d'époques, même si ce ne sont pas les meules d'origine, comme à Lambesc.
Le prochain sera certainement celui de Lambesc.

## Description

### Comment les moulins provençaux étaient construits?
Tour cylindrique en maçonnerie, faite de pierres de toutes dimensions, non appareillées et liées par un mortier de chaux. L’encadrement des ouvertures est en pierre de taille de pays.
- Hauteur de la tour 6,5 mètres environ
- Diamètre extérieur 6 mètres
- Épaisseur du mur environ 1 mètre

Couronnement de la tour en pierre de taille de l’épaisseur du mur avec encoche à l’intérieur pour la pose du chemin dormant, et à l’extérieur une corniche servant de goutte d’eau. Les moulins provençaux n’ont qu’un étage généralement avec ossature bois et escalier bois également.
La particularité du moulin de Lambesc réside dans la construction de l’étage en « dur » ; d’un escalier tournant à droite tout en pierre avec plancher sur voûte clavé de pierres plates. Cet ensemble a rigidifié la construction qui ainsi n’a pas souffert du tremblement de terre de 1909 et permis aussi de conserver les meules fixées sur la dalle de l’étage.
Le toit et le mécanisme font un tout, l’ensemble est mobile et tourne à 360° pour pouvoir présenter les ailes face au vent. La manœuvre se fait à partir de la dalle de l’étage à l’aide d’une perche servant de levier entre le chemin dormant et le chemin courant.
Le toit est de forme tronconique pente 200% en lamelles de bois (en mélèze généralement)
Le mécanisme se compose d’un arbre tournant en chêne : (longueur : 7,00 m, section : 0,45 x 0,45 m) actionné par l’effet du vent sur les ailes. Sur cet arbre est fixé le rouet, grande roue de 2 mètres de diamètre avec engrenage en bois (Rouet) qui transmet le mouvement à la lanterne qui fera tourner la meule courante par l’intermédiaire du gros fer et de l’anille.
Le meunier règle la finesse de mouture de la farine par l’écartement des meules réglé par l’action du palier du petit fer sur l’anille. Ce système sert également d’embrayage.
Les ailes sont généralement au nombre de quatre. Elles sont fixées sur l’arbre tournant incliné à 12 ° par rapport à l’horizontale. Pour un meilleur rendement elles sont « gauche » afin de permettre une poussée uniforme. La garde au sol est d’environ 30 cm. En Provence on dit « qu’elles épargnent la poule mais pas le chien »
À Lambesc, la meule fixe est en deux pièces cerclées en partie haute et partie basse. La meule tournante ou courante est monobloc, en genre de Poudingue. Diamètre : 1,60 m, épaisseur : 30 cm, poids : environ : 1 500 kg

### L’état actuel du moulin de Bertoire à Lambesc

#### Quelques vues extérieures
1) Avec les différents travaux sur la voirie adjacente, le niveau du sol extérieur a été surélevé par rapport à l’origine. Le sol extérieur est supérieur d’une trentaine de centimètres au niveau intérieur (à retrouver après déblai des décombres). Un décaissement d’une cinquantaine de centimètres semble nécessaire pour permettre une bonne respiration du bas du mur. Une calade extérieure avec pente permettrait l’étanchéité de la périphérie du mur et l’évacuation de l’eau tombant de la toiture. Faut-il prévoir un système de récupération des eaux de pluie depuis le toit ? Aucune fissure ou lézarde ne sont apparentes, l’ensemble a bien supporté les ans et le tremblement de terre de 1909.
2) La base du mur a souffert de l’usure du temps, les petites pierres se déchaussent avec l’émiettement de l’enduit. Un sérieux travail de décrottage et de bourrage sera nécessaire avant l’enduit final.
3) La fenêtre au-dessus de la porte d’entrée a été démolie, il conviendrait de la reconstruire à l’identique suivant une photo disponible. On retrouve la trace des angles d’embrasure à l’intérieur ainsi que l’appui, le jambage et le linteau en pierre de taille.
4) Les ouvertures :
- La porte d’entrée en planche, existante, de mauvaise facture, devra être remplacée, se trouvant trop courte du fait du nettoyage intérieur pour retrouver le sol d’origine.
- Prévoir un châssis vitré pour le fenestron existant et celui à créer
- Prévoir une grille anti-pigeons ; ceux-ci ayant élu domicile derrière les meules
- Prévoir une ventilation naturelle de l’ensemble.

5) La toiture actuelle mise en place en 1982, à titre provisoire, a bien protégé l’ensemble mur, escalier et meules, mais avec une dizaine de fuites, il est impératif d’intervenir.
6) Les pierres de couronnement du mur ont disparu, il est impératif d’en remettre en place après la mise à niveau du mur. Ces dalles bloquent les pierres de construction, assurent l’étanchéité du faîtage et la corniche fait office de rejet d’eau. Une ceinture en béton armé, noyée dans le haut de la maçonnerie, peut être envisagée pour renforcer le sommet et soutenir le chemin de roulement, évidemment elle doit être invisible tant de l’intérieur que de l’extérieur.
L’intérieur du Moulin (escalier, voûtes, meules…)
7) L’escalier en pierre est de construction robuste, mais avec l’usure différente de chaque marche, il est nécessaire de reprendre l’ensemble par adjonction de nouvelles pierres en respectant les hauteurs de marche.
8) Les dalles du plancher 1er étage ont dû être pillées. Il faudra en remettre en place pour conserver l’homogénéité, avec les pierres de l’escalier.
Le soubassement des meules en pierre a été détruit en partie, il est impératif de le reprendre en pierre de taille et veiller au bon accrochage avec l’existant, afin de résister aux importantes vibrations dues à la rotation de la meule. Cet habillage permettra de supporter les archures en bois servant à recueillir la farine éjectée par les meules
9) Le site étant susceptible de recevoir du public, il est à prévoir :
- une grille sur le fenestron au-dessus du palier de l’arbre du petit fer pour éviter les chutes
- un système de condamnation du plancher amovible de la trémie de passage des meules
- une main courante contre le mur de l’escalier pour faciliter la montée et la descente
- un garde-corps en haut de la trémie d’escalier entre le mur et les archures de la meule
- un éclairage discret aussi bien pour la mise en valeur du lieu, que pour la sécurité. L’ensemble des câbles devra être encastré.

En résumé, les murs en maçonnerie dans l’ensemble sont sains et suffisamment robuste pour permettre la remise à niveau envisagée et la pose de l’ensemble toiture et mécanisme de mouture.
10) Un paratonnerre avec deux descentes au sol devra être installé pour la protection du bâtiment contre les effets de la foudre
11) Il serait souhaitable d’installer un système d’extincteurs automatiques à eau sous pression avec têtes arroseuses, vu le montant de l’investissement de la charpente et de tout le mécanisme en bois.

## Le projet de restauration
En France, deux fédérations animent deux réseaux d’associations de sauvegarde de Moulins en France : la FFAM, à laquelle l'Association "Conservation du Patrimoine de Lambesc" adhère et la FDMF.
Quelques dates pour mieux connaître le projet et le dynamisme de l'équipe associative "Conservation Patrimoine Lambesc"…(CPL).
sous forme de frise.
4e trimestre 2009 : Lancement du Projet (création de l'association et organisation du projet)
- Automne 2009 Lancement de l’idée de restauration du moulin
- 23 octobre 2009 Création officielle de l’Association Conservation du Patrimoine de Lambesc
- Fin 2009 :
 Début 2010 Études historiques, techniques, juridiques sur la faisabilité du projet

```
           
 Année 2010 - Début 2011 : Une année d'étude et de conventions juridiques et financières
```

- 10 février 2010 Accord de principe de la municipalité
- 20 mars 2010 Accord de Mme l’architecte des Bâtiments de France
- 5 juillet 2010 Permis de construire accordé.
- 8 décembre 2010 Vote par le conseil municipal de la convention Ville de Lambesc / Association CPL
- Signature par le Maire quelques jours après pour la rendre exécutoire
- 22 décembre 2010 : Signature de la convention Fondation du Patrimoine[7] /Association CPL. Et donc, Lancement de la campagne de souscription et de mécénat populaire
- Janvier 2011 - Signature de la convention Fondation du Pays - CA / Association CPL
- Février 2011 :
 Signature de la convention Unibeton (Groupe italcimente)/ Association CPL

 Convention avec la cave viticole lambescaine du Roy RENE, de la mise à disposition gratuite de deux maisonées.
```
           
 Année 2011 : Une année de travaux ; les 
1
er
 et 
2
e
 
phase
 de travaux du projet pourront être réalisées
```

- Février 2011 - Accord avec la propriétaire lambescaine de l'ouverture d'une carrière de pierres lui appartenant à Lambesc
- Mars 2011 - Attribution du Lot Extraction et Taille de pierres de couronnement à Marion Lagier, Tailleur de pierres.
- Avril 2011 :
 Réalisation des travaux de Décaissement autour du Moulin (Moyens logistiques de la Ville de Lambesc).

Aménagement des deux maisonnées, en atelier de Taille de pierre nécessaire au travail de la tailleur de pierres.
- Mai 2011 - Réalisation des travaux d'extraction des pierres de la carrière avec les compagnons du tour de France, supervisés par Marion Lagier.
- Juin 2011 :
 Réalisation du transport des pierres extraites et début des travaux de taille fine selon modèle des pierres de couronnement.

 Décision sur le prestataire des travaux de maçonnerie
- Juillet 2011 :
 Convention de prestation avec devis avec l'association DEFI, association de 120 salariés, à vocation d'insertion économique

 et de chantier école, spécialisée dans la restauration de patrimoine en Provence.
 Mise en place de l'échafaudage HARSKO autour du moulin et contrat de location sur la durée du chantier.
- Août 2011 - Réalisation des travaux (Maçonnerie Extérieure et Intérieure). Démontage du toit actuel et reconstruction du fénestron.
- Septembre 2011 - Réalisation des travaux de Maçonnerie : Rehaussement du mur.
- Octobre 2011 - Réalisation des travaux de Maçonnerie : Décroutage et tests de couleur et de texture d'enduit à la chaux.
- Novembre 2011 - Réalisation des travaux de Maçonnerie : mise en œuvre de l'enduit à la chaux sur les 120 m2 de façade du moulin.
- Fin d'année 2011 : Organisation d'évènements médiatiques et thématiques pour attirer des mécènes afin de financier la tranche de travaux Charpente-Toit-Mécanisme-Ailes

### La petite histoire du projet
D’où la naissance dès 1982 de l’idée de sa restauration par l'association « Les Amis du Vieux Lambesc », responsable du Musée de Lambesc (labellisé Musée de France) ; cette idée a été reprise par les fondateurs de l’Association Conservation du Patrimoine de Lambesc à la fin des années 2000.
Le projet de réaménagement du Quartier des sports – rue Leo Lagrange », initié par la municipalité, a en effet relancé l’idée de ce projet de restauration du Moulin de Bertoire, qui devient un projet réalisable.
L’Association, devenue maître d’ouvrage du projet à la suite du bail BEA avec la municipalité, pourra, en partenariat avec la municipalité, propriétaire du Moulin, faire adhérer la population Lambescaine et le maximum de passionnés de Moulins à travers la France ; elle conduira la restauration au plus proche de l’origine en s’inspirant des moulins provençaux authentiques.
Par lettre du 10 février 2010, la municipalité confie à l’association « Conservation du Patrimoine de Lambesc » l’étude de la restauration du moulin à l’occasion de la restructuration du parc sportif et de loisirs.
L’adjointe au Patrimoine, Madame J.Motta, est chargée du suivi de ce projet.
Par la convention de type « Bail » du 8 décembre 2010, signée avec la Municipalité, l’Association obtient les moyens juridiques d’intervenir en toute légalité
Par la convention du 22 décembre 2010, signée avec la Fondation du Patrimoine, l’Association vous met à disposition les outils financiers pour soutenir le projet et assurer un financement privé (Dons de Particulier, et mécénat d’entreprises).
La restauration doit mener à la fabrication de farine dans le respect des conditions d’autrefois :
- Mécanisme tout en bois mû par la force des vents
- Écrasement du blé entre les meules de pierre
- Création d’un environnement spécifique (aire de battage, four à pain), qui a une vocation ludique et pédagogique (exposition sur la minoterie, études des vents et de leur utilisation.)

Le moulin sera aussi un point de ralliement et un centre d’intérêt touristiques.
Il sera mis à l’honneur dans l’organisation de journées festives (journée des moulins, du blé, de la farine et du pain, Journée des vieux métiers, ...)

### La renaissance du moulin
Le moulin de Bertoire sera amené :
- À devenir un lieu convivial de festivités pour tous les habitants (journée du blé, du battage, du pain fabriqué avec la farine du moulin par les boulangers volontaires, ...) :
  - Le Marché de Noël, Fête du Jacquemart
  - Les Festines (juillet)
  - Journées Européennes des Moulins et du Patrimoine Meulier. (14 et 15 mai 2011)
  - Les journées du Patrimoine de pays et journée des moulins (19 juin 2011)
  - Les journées du patrimoine (septembre)
- À être un symbole de la valorisation touristique du patrimoine rural, préindustriel et économique de notre cité provençale, historique et comtadine de 10000 hbs. Il sera un lieu attractif et touristique, pour les touristes et les milliers de passionnés de Moulins de France.
- À être au cœur de l’organisation de journées pédagogiques

(par ex : avec les écoles ou les entreprises) sur les métiers d’Art (maçonnerie à l’ancienne, charpentiers, ferronniers) 
mais aussi sur des métiers de notre époque (métiers de la minoterie et de l’éolien).
Il fera partie d’un réseau de quelques de moulins à blé provençaux en fonctionnement au XXIe siècle.
Ce patrimoine historique sera à terme un des lieux de tourisme de territoire (à caractère rural et préindustriel)
de la Région, car peu de moulins à blé sont en fonctionnement en Provence.

## Les travaux réalisés pour la restauration du Moulin à vent…

### La liste détaillée des travaux de restauration par corps d’État

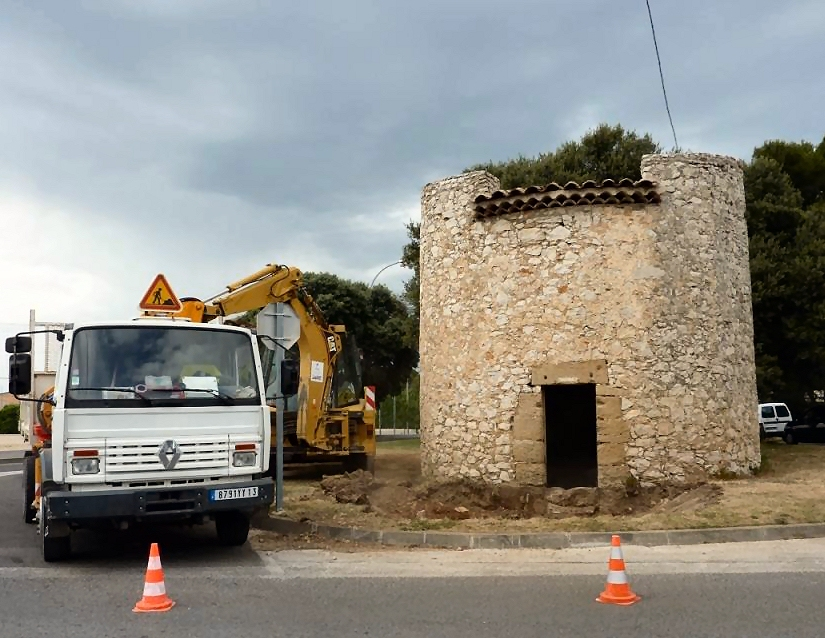
Moulin à vent de Bertoire (XVIIIè S) Operation de décaissement par les services techniques de la Municipalité de Lambesc, partenaire de cette phase de la restauration

Travaux de préparation du sol autour du moulin
- Décaissement autour et dans le moulin. Remise à niveau du sol intérieur.

Maçonnerie extérieure

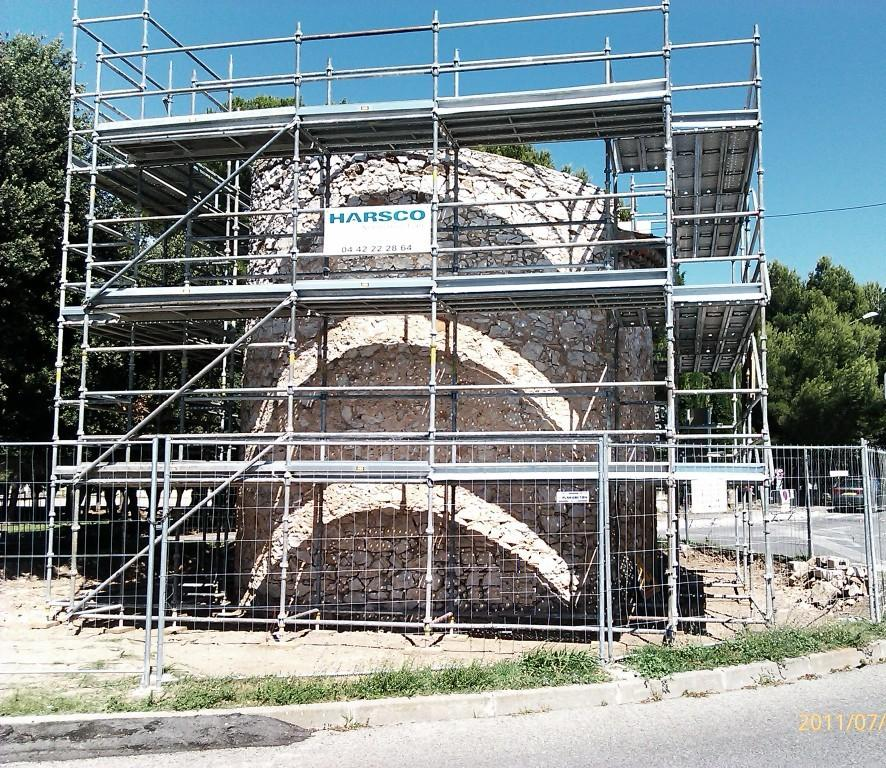
Moulin à vent de Bertoire (XVIIIè S) recouvert d'un échafaudage pour se restauration

- Mise à niveau du mur circulaire du moulin de 0,9 à 1,5 m en hauteur sur une épaisseur de 1,05 m, soit 15 m3 de maçonnerie en pierres froides et mortier de chaux
- Création d’une fenêtre côté sud avec pièce d’appui, jambage et linteau en pierre de taille
- Coulage d’une ceinture en béton armé en haut et au milieu du mur pour la rendre invisible.
- Mise en place du couronnement du mur avec 40 pierres de taille de forme trapézoïdale comportant une moulure en quart de rond droit formant goutte d’eau.
- Décroutage des enduits friables extérieurs, rejointoyage et enduit de finition au sable de pays et chaux suivant recommandations de Mme l’architecte des Bâtiments de France

Maçonnerie intérieure
- Décroutage des enduits intérieurs friables
- Mise en place en saignées des différents réseaux : électricité, éclairage, extincteurs automatiques …aucun de ces réseaux ne sera visibles après les reprises d’enduit à la chaux
- Reprise du soubassement des meules avec parement en pierre de pays
- Mise en place du dallage en pierre de pays sur plancher du 1er étage
- Reconfiguration des marches d’escalier en pierre de pays
- Enduit de finition sur murs intérieurs là où cela est nécessaire

Second œuvre
- Fabrication et mise en place de la porte d’entrée en bois ancien avec penture en fer forgé et serrure ancienne
- Fabrication et pose de deux fenêtres en chêne
- Fabrication d’une trappe en chêne amovible sur l’ouverture de passage de la meule
- Fabrication d’un garde corps en fer forgé entre la meule et le mur au droit de la trémie d’escalier
- Confection et pose d’une main courante en fer forgé côté mur, dans l’escalier
- Toiture et mécanisme
- Étude, fabrication et pose de cet ensemble comprenant :
- Chemins de roulement fixe et tournant en chêne, avec patins demi-cylindriques en bois dur fixés par queue d’aronde et graissés au suif pour faciliter la rotation et assurer la continuité et la solidité des chemins de roulements. L'assemblage se fait par « trait de Jupiter ».
- Panne sablière en chêne assemblée sur chemin tournant par chevilles verticales
- Toiture tronconique en planches de mélèze fixée sur pannes intermédiaires et faîtière avec couvre joints pour assurer l’étanchéité
- Arbre tournant en chêne de section importante (0,50x0,50), incliné à environ 12°. Pour faciliter sa rotation, son collet est fretté avec des lamelles métalliques frottant sur des coussinets en marbre, ancré sur la civière.
- Rouet (grande roue) solidaire de l’arbre est en chêne pour sa structure. Il supporte les alluchons (dents d’engrenage) en cormier, bois très dur, maintenus en place par des clavettes.
- Lanterne en buis cerclée de fer, transmet le mouvement à la meule par l’intermédiaire du gros fer en acier (carré de 60)
- Petit fer (carré de 60) solidaire de l’anille scellée dans la meule tournante permet l’écartement des meules et ainsi la finesse de la farine. Ce petit fer est commandé par le meunier à l’aide de la trempure, de l’épée, de la braie et du palier du petit fer
- Système de freinage avec fer plat, patins, potelet et commande
- Ailes comprenant coterets, barreaux, étriers et coins de serrage en bois de chêne
- Archure, auget avec sa trémie et sa goulotte en bois de hêtre
- Mise en forme des meules gisante et dormante par rhabillage à l’outil

Aménagements
- Finition, installation électriques et réseaux divers
- Installation paratonnerre
- Création et mise en place de cadrans solaires, au sol et sur le mur
- Réalisation de calades autour du moulin
- Mise en place d’élément de sécurité

### Répartition des travaux entre les acteurs du projet
Pour les travaux de préparation du sol autour du moulin, il sera fait appel à 
un chantier école avec la Maison Familiale Rurale de Lambesc
Pour la reprise de la maçonnerie et des enduits, il est prévu de faire appel à un chantier d’insertion-entreprise,
Pour la charpente, la toiture, et le mécanisme, un artisan – compagnon avec ses ouvriers, tous compagnons spécialisés et expérimentés dans la construction des charpentes des moulins de Provence.
Les membres de l’association en fonction de leurs compétences et par groupe pré-identifié, assureront : 
- Le suivi du projet, des conditions de réalisations et de financement au fil de l’eau, en tant que maîtrise d’ouvrage
- Le suivi des travaux et du chantier, en tant que maîtrise d’œuvre.
- La coordination de la sécurité du chantier sera effectuée par un intervenant extérieur.
- La réalisation des petits travaux

La documentation associée à ces rôles sera écrite autant que faire se peut pour correspondre à ce qui est fait dans un projet public
L’association sollicite les services techniques de la mairie pour le prêt de matériels spécifiques.

## Galerie

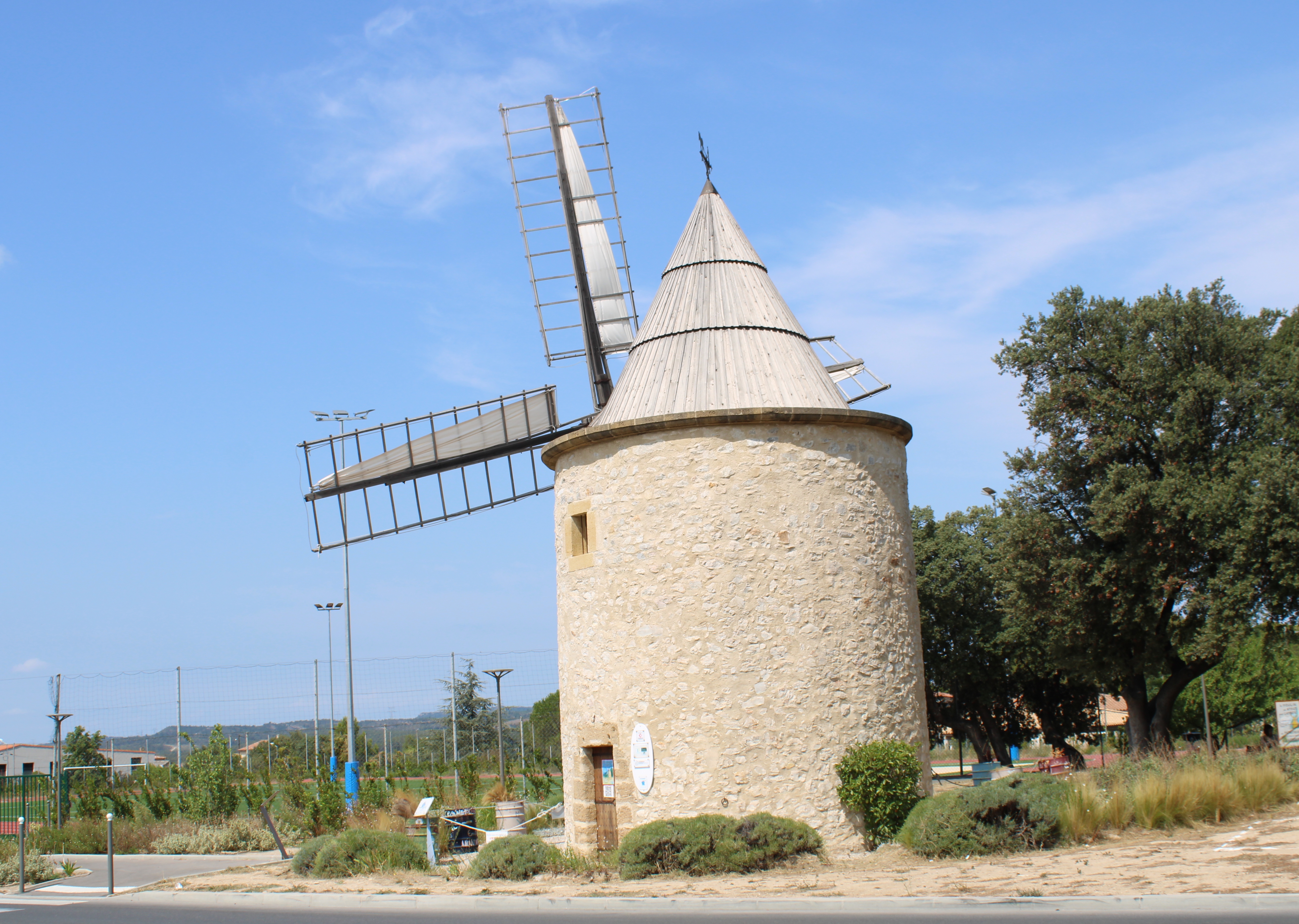
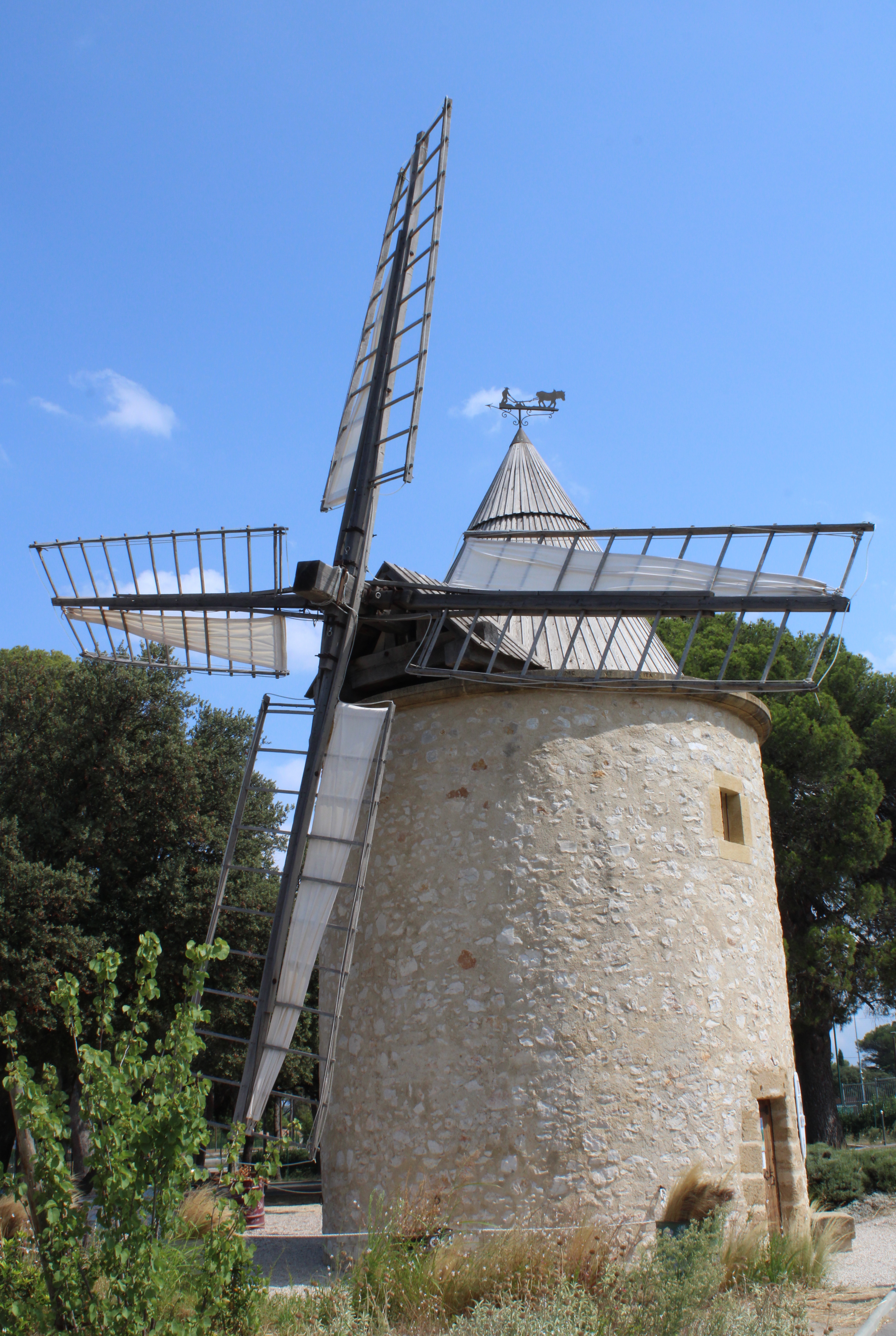
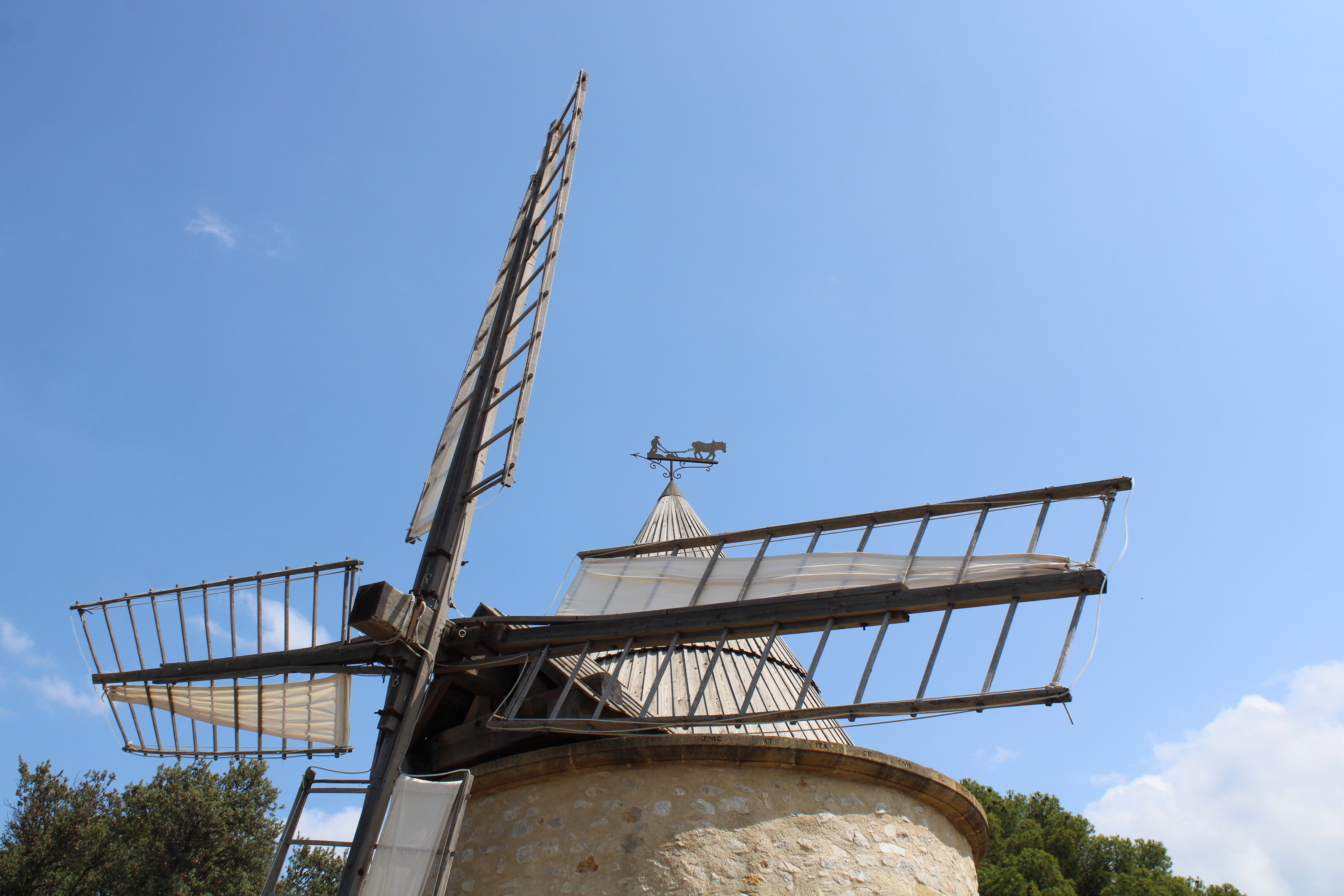
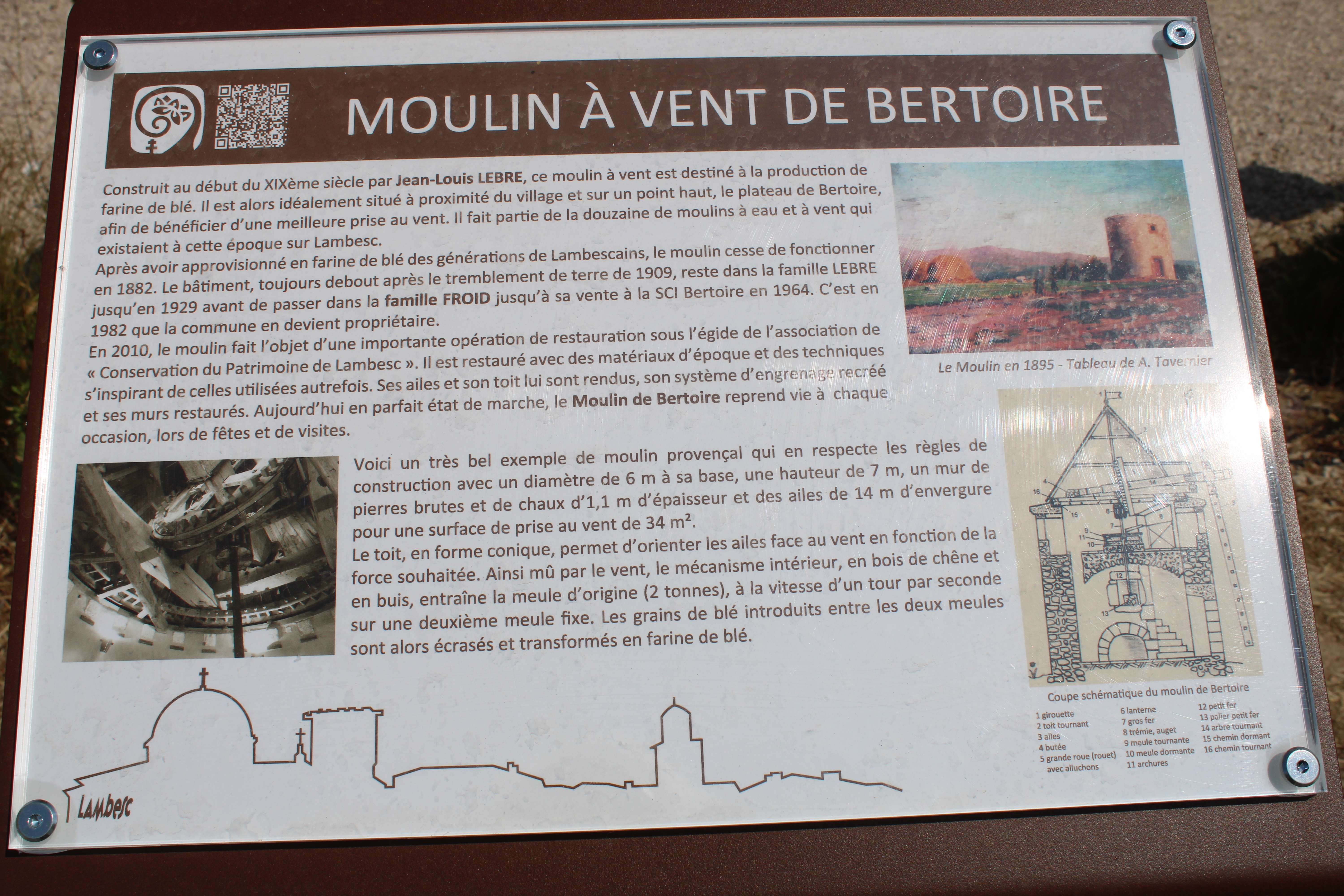
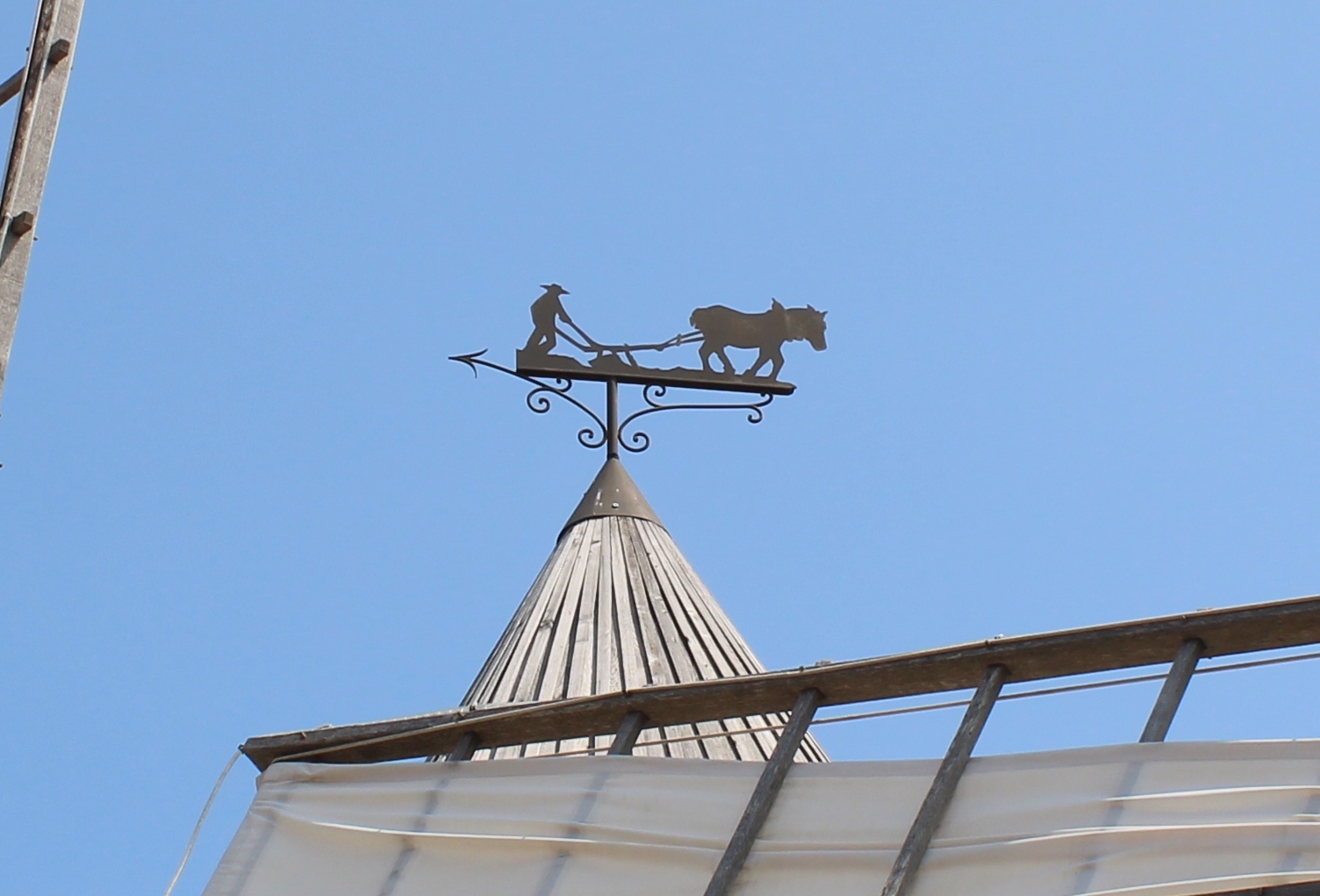